# Giulio Molinari
Pour les articles homonymes, voir Molinari.
Giulio Molinari, né le 25 avril 1988 à Novare est un triathlète professionnel Italien, double champion d'Europe moyenne distance (2014, 2016).

## Palmarès
Le tableau présente les résultats les plus significatifs (podium) obtenus sur le circuit national et international de triathlon depuis 2014,.
| Année | Compétition                                         | Pays        | Position          | Temps           |
| ----- | --------------------------------------------------- | ----------- | ----------------- | --------------- |
| 2018  | Challenge Riccione                                  | Italie      | Médaille d'or     | 4 h 0 min 58 s  |
| 2018  | Championnats d'Europe de triathlon moyenne distance | Espagne     | Médaille d'or     | 2 h 51 min 35 s |
| 2017  | Ironman 70.3 Staffordshire                          | Royaume-Uni | Médaille d'or     | 4 h 1 min 10 s  |
| 2017  | Challenge Rimini                                    | Italie      | Médaille d'or     | 4 h 3 min 28 s  |
| 2016  | Championnats d'Italie de triathlon moyenne distance | Italie      | Médaille d'or     | 4 h 1 min 56 s  |
| 2016  | Championnats d'Europe de triathlon moyenne distance | Autriche    | Médaille d'or     | 3 h 49 min 31 s |
| 2016  | Challenge Sardaigne                                 | Italie      | Médaille d'or     | 4 h 0 min 10 s  |
| 2016  | Challenge Rimini                                    | Italie      | Médaille d'or     | 4 h 9 min 41 s  |
| 2015  | Championnats d'Europe de triathlon moyenne distance | Italie      | Médaille d'argent | 4 h 7 min 23 s  |
| 2015  | Challenge Walchsee-Kaiserwinkl                      | Autriche    | Médaille d'or     | 3 h 49 min 40 s |
| 2014  | Championnats d'Europe de triathlon moyenne distance | Espagne     | Médaille d'or     | 4 h 7 min 38 s  |
| 2014  | Challenge Walchsee-Kaiserwinkl                      | Autriche    | Médaille d'or     | 3 h 51 min 34 s |
| 2014  | Championnats d'Italie de triathlon moyenne distance | Italie      | Médaille d'or     | 3 h 53 min 17 s |